# Indubb
Indubb è un album degli Almamegretta, pubblicato nel 1996.

## Tracce
1. More Love – 5:37
2. Alma Dub – 5:23
3. Aiza – 4:22
4. Glossolalia Dub (Gathering Storm Mix) – 10:38
5. Nziria – 6:45
6. Nun Te Scurda (Flip Mix) – 5:42
7. Pablo's Loveboat – 1:07
8. Maje Dub – 4:33
9. Sa Stuta'o Ffuoco (Mog Dream Mix) – 7:10
10. Bbuono O Malamente ? – 4:33
11. Scioscie Viento (Red Ghetto Dub) – 4:30
12. 'o Sciore Cchiu Short – 2:17
13. 'o Cielo Pe' Cuscino – 6:40
14. 'nziriosa – 3:58

## Remix
- 3: remix di Adrian Sherwood
- 4: remix di Bill Laswell
- 6: remix di Nun Te Scurda'  degli Scorn
- 9: remix di Se Stuta 'O Ffuoco di Eraldo Bernocchi
- 11: remix di Scioscie Viento di Andy Montgomery
- 12: remix di 'O Sciore Cchiu' felice di Andy Montgomery